# Nuoto ai Giochi della XX Olimpiade - Staffetta 4x100 metri stile libero maschile
La competizione dellastaffetta 4x100 metri stile libero maschili di nuoto ai Giochi della XX Olimpiade si è svolta il giorno 28 agosto 1972 alla Olympia Schwimmhalle di Monaco di Baviera.

## Programma
| Data           | Ora   | Round      | Note                         |
| -------------- | ----- | ---------- | ---------------------------- |
| 28 agosto 1972 | 12:15 | 2 Batterie | I migliori 8 tempi in finale |
| 28 agosto      | 18:30 | Finale     |                              |

## Risultati

### Batteria
| Pos. | Nazione          | Atleti                                                                  | Totale  | Pos F |
| ---- | ---------------- | ----------------------------------------------------------------------- | ------- | ----- |
| 1    | Unione Sovietica | Vladimir Bure, Viktor Mazanov Viktor Aboimov, Georgij Kulikov           | 3'32"72 | 2 Q   |
| 2    | Francia          | Gilles Vigne, Alain Mosconi Alain Hermitte, Michel Rousseau             | 3'35"84 | 5 Q   |
| 3    | Germania Ovest   | Rainer Jacob, Gerhard Schiller Hans-Günther Vosseler, Kersten Meier     | 3'37"59 | 7 Q   |
| 4    | Spagna           | Jorge Comas, Antonio Culebras Enrique Melo, José Pujol                  | 3'38"77 | 8 Q   |
| 5    | Italia           | Roberto Pangaro, Paolo Barelli Marcello Guarducci, Alberto Castagnetti  | 3'38"81 | 9     |
| 6    | Paesi Bassi      | Peter Prijdekker, Bert Bergsma Roger van Hamburg, Hans Elzerman         | 3'41"36 | 11    |
| 7    | Messico          | Jorge Urreta, José Joaquín Santibáñez Guillermo García, Roberto Strauss | 3'43"46 | 12    |

| Pos. | Nazione      | Atleti                                                              | Totale  | Pos F |
| ---- | ------------ | ------------------------------------------------------------------- | ------- | ----- |
| 1    | Stati Uniti  | Dave Edgar, Jerry Heidenreich, David Fairbank, Gary Conelly         | 3:28.84 | 1 Q   |
| 2    | Germania Est | Wilfried Hartung, Peter Bruch Lutz Unger, Udo Poser                 | 3:35.13 | 3 Q   |
| 3    | Canada       | Bruce Robertson, Brian Phillips Timothy Bach, Bob Kasting           | 3:35.64 | 4 Q   |
| 4    | Brasile      | Rui Oliveira, Paulo Zanetti Paulo Becskehazy, José Roberto Aranha   | 3:35.84 | 6 Q   |
| 5    | Australia    | Neil Rogers, Graham White Bruce Featherston, Greg Rogers            | 3:40.47 | 10    |
| 6    | Filippine    | Luis Ayesa, Dae Imlani Carlos Singson, Jairulla Jaitulla            | 3:47.39 | 13    |
| 7    | El Salvador  | Salvador Vilanova, Reynaldo Patiño Tomás Rengifo, Antonio Ferracuti | 3:49.14 | 14    |

### Finale
| Pos.    | Nazione          | Atleti                                                            | Totale  | Pos F           |
| ------- | ---------------- | ----------------------------------------------------------------- | ------- | --------------- |
| Oro     | Stati Uniti      | Dave Edgar, John Murphy Jerry Heidenreich, Mark Spitz             | 3'26"42 | Record mondiale |
| Argento | Unione Sovietica | Vladimir Bure, Viktor Mazanov Viktor Aboimov, Igor' Grivennikov   | 3'29"72 |                 |
| Bronzo  | Germania Est     | Roland Matthes, Wilfried Hartung Peter Bruch, Lutz Unger          | 3'32"42 |                 |
| 4       | Brasile          | Rui Oliveira, Paulo Zanetti Paulo Becskehazy, José Roberto Aranha | 3'33"14 |                 |
| 5       | Canada           | Bruce Robertson, Brian Phillips Timothy Bach, Bob Kasting         | 3'33"20 |                 |
| 6       | Germania Ovest   | Klaus Steinbach, Werner Lampe Rainer Jacob, Hans Fassnacht        | 3'33"90 |                 |
| 7       | Francia          | Gilles Vigne, Alain Mosconi Alain Hermitte, Michel Rousseau       | 3'34"13 |                 |
| 8       | Spagna           | Jorge Comas, Antonio Culebras Enrique Melo, José Pujol            | 3'38"21 |                 |